# جشنواره جهانی فیلم تهران
جشنوارهٔ جهانی فیلم تهران یک جشنوارهٔ سالانهٔ فیلم بود که تا پیش از انقلاب ۱۳۵۷ در ایران برگزار می‌شد. در این جشنواره، فیلم‌های برگزیده سینمای ایران در کنار آثاری از سایر کشورها به رقابت می‌پرداختند.
هژیر داریوش دبیر کل جشنواره جهانی فیلم تهران بود.

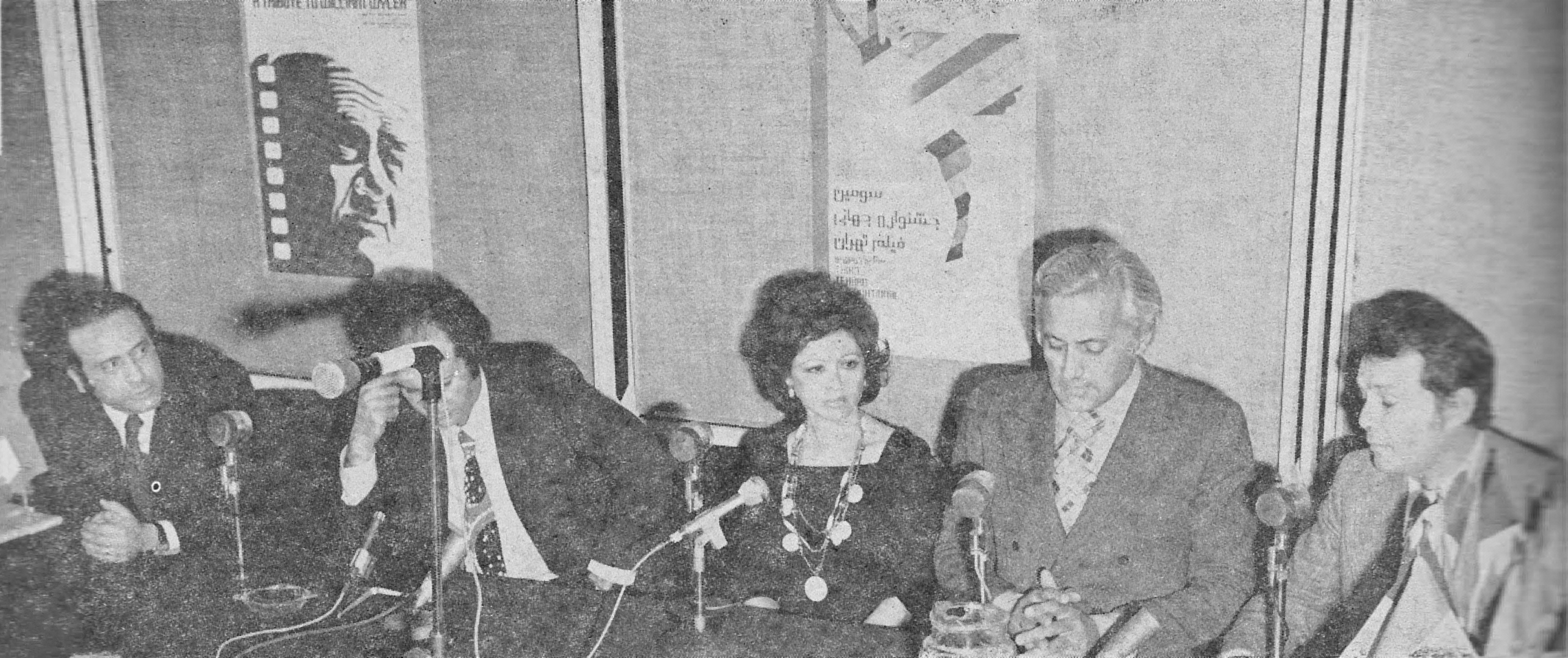
نشست خبری فیلم من راه حل می‌خواهم در سومین دورهٔ جشنوارهٔ جهانی فیلم تهران.

نخستین دورهٔ جشنواره در سال ۱۳۵۱ و آخرین آن (دورهٔ ششم) در ۱۳۵۶ برگزار شد. بعد از انقلاب این جشنواره تعطیل و پس از ۴ سال جشنواره فیلم فجر، هم‌زمان با روزهای دهه فجر برگزار شد.
جشنواره جهانی فیلم تهران توسط دفتر مخصوص فرح پهلوی حمایت می‌شد.

## برندگان جوایز

### دورهٔ اوّل
فهرست برندگان:

#### فیلم‌های کوتاه
- دیپلم افتخار: مؤخره[الف] اثر بیل پتی‌گرو[ب]
- دیپلم افتخار: سفر در کاماردی[پ] اثر لوسین کلرگ[ت]
- جایزهٔ مخصوص هیئت داوری، لوحهٔ زرین بز بالدار: ایران اثر جک بیتوئو[ث]
- جایزهٔ بزرگ مجسمهٔ زرین بالدار برای بهترین فیلم به مفهوم مطلق: ویلاپ[ج] اثر سورندار چائودری[چ]

#### فیلم‌های بلند
- دیپلم افتخار: دریای بی‌رحم اثر خالد الصدیق
- دیپلم افتخار: فوستین و تابستان زیبا اثر نینا کمپانز
- لوحهٔ بز بالدار برای بهترین بازی هنرپیشهٔ مرد: یوری یاروت برای پادشاه لیر
- لوحهٔ بز بالدار برای بهترین بازی هنرپیشهٔ زن: جین فوندا برای کلوت
- لوحهٔ بز بالدار برای بهترین کارگردانی: دامیانو دامیانی برای بازپرسی به پایان رسید، فراموش کنید
- جایزهٔ مخصوص هیئت داوری، لوح بز بالدار: رگبار اثر بهرام بیضایی
- جایزهٔ بزرگ مجسمهٔ بز بالدار برای بهترین فیلم به مفهوم مطلق: پادشاه لیر اثر گریگوری کوزینتسف

### دورهٔ دوم
فهرست برندگان:

#### فیلم‌های کوتاه
- دیپلم افتخار با امتیاز مخصوص: کلکسیونر[ح] اثر میلان بلازکوویچ
- دیپلم افتخار با امتیاز مخصوص: شهوت تخته‌نرد[خ] اثر ازدنکا دویچوا [د]
- جایزهٔ مخصوص هیئت داوران، لوح زرین بز بالدار: بیشتر[ذ] اثر میچل رز[ر]
- جایزهٔ بزرگ مجسمهٔ زرین بالدار برای بهترین فیلم به مفهوم مطلق: چهره[ز] اثر ییژی بردچکا

#### فیلم‌های بلند
- لوح زرین بز بالدار برای بهترین بازی هنرپیشه مرد: پیتر سلرز برای خوشبین‌ها
- لوح زرین بز بالدار برای بهترین بازی هنرپیشه زن: تاتیانا دورونینا برای نامادری
- لوح زرین بز بالدار برای بهترین کارگردانی: سهراب شهید ثالث برای یک اتفاق ساده
- جایزهٔ مخصوص هیئت داوران، لوح زیرین بز بالدار: به مغول‌ها اثر پرویز کیمیاوی
- جایزهٔ بزرگ مجسمهٔ زیرین بز بالدار برای بهترین فیلم به مفهوم مطلق: لاکی لوچیانو به کارگردانی فرانچسکو رزی

### دورهٔ سوم
فهرست برندگان:

#### فیلم‌های کوتاه
- دیپلم افتخار با امتیاز مخصوص: باروت و ساچمه[ژ] اثر یوزف کلوگه[س]
- دیپلم افتخار با امتیاز مخصوص: 'درود بر بلاهای کوچک[ش] اثر تاداتاری اوکاموتو
- جایزهٔ مخصوص هیئت داوران، لوح زرین بز بالدار: بیست روز زندگی[ص] اثر فرانسوا بل[ض] و ژرار وین[ط]
- جایزهٔ بزرگ مجسمهٔ زرین بالدار برای بهترین فیلم به مفهوم مطلق: اون شب که بارون اومد اثر کامران شیردل

#### فیلم‌های بلند
- دیپلم افتخار با امتیاز مخصوص به فیلم: راه حل می‌خواهم اثر سعید مرزوق
- لوح زرین بز بالدار برای بهترین بازی هنرپیشه مرد: بهروز وثوقی برای گوزن‌ها
- لوح زرین بز بالدار برای بهترین بازی هنرپیشه زن: الیمپیا کارلیزی برای وسط دنیا
- لوح زرین بز بالدار برای بهترین کارگردانی: ریچارد لستر برای جاگرنات
- جایزهٔ مخصوص هیئت داوران، لوح زیرین بز بالدار: فوتبال در روزهای خوش گذشته اثر پال شاندور
- جایزهٔ بزرگ مجسمهٔ زیرین بز بالدار برای بهترین فیلم به مفهوم مطلق: شازده احنجاب اثر بهمن فرمان‌آرا

### دورهٔ چهارم
فهرست برندگان:

#### فیلم‌های کوتاه
- دیپلم افتخار: هنر ابالات متحده: هدیه‌ای به خودمان[ظ] استیون جادسون[ع]
- دیپلم افتخار: ماهیخوار و لک‌لک اثر یوری نورشتاین
- جایزهٔ مخصوص هیئت داوران، لوح زرین بز بالدار: میدان برد تفنگ[غ] اثر ماریان کوله‌رک[ف]
- جایزهٔ بزرگ مجسمهٔ زرین بز بالدار برای بهترین فیلم کوتاه: حربا[ق] اثر برانکو راتینوویک[ک]

#### فیلم‌های بلند
- دیپلم افتخار: دوستان من اثر ماریو مونیچلی
- دیپلم افتخار: کلود گورتا برای نه چندان بدجنس[گ]
- دیپلم افتخار: رضا کرم‌رضایی برای کندو
- لوح زرین بز بالدار برای بهترین بازی هنرپیشه مرد: دودو آباشیدزه برای نخستین گام
- لوح زرین بز بالدار برای بهترین بازی هنرپیشه زن: ماری‌آنجلا ملاتو برای گمگشته
- لوح زرین بز بالدار برای بهترین کارگردانی: ایوان پاسر برای قانون و بی‌نظمی
- جایزهٔ مخصوص هیئت داوران، لوح زیرین بز بالدار: نخستین گام اثر نانا مشایتزه
- جایزهٔ بزرگ مجسمهٔ زیرین بز بالدار برای بهترین فیلم: گمگشته اثر لینا ورتمولر

### دورهٔ پنجم
فهرست برندگان:

#### فیلم‌های کوتاه
- دیپلم افتخار با امتیاز مخصوص: آگولانا[ل] اثر جرالد فریدمن[م]
- دیپلم افتخار با امتیاز مخصوص: جزیرهٔ خرچنگ‌ها[ن] اثر واکلاو مرگیت[و]
- دیپلم افتخار با امتیاز مخصوص: اورتور ۲۰۱۲[ه] اثر میلان بلازه‌کوویچ
- دیپلم افتخار با امتیاز مخصوص: یک روز از زندگی رایکو ماکسیم[ی] اثر زلاتکو لاوانیک[اا]
- جایزهٔ مخصوص هیئت داوران، لوحهٔ زرین بز بالدار: آتش اثر ویتولدگی یرژ
- جایزهٔ بزرگ مجسمهٔ زرین بز بالدار: سایهٔ تردید اثر رولف اورتل

#### فیلم‌های بلند
- دیپلم افتخار با امتیاز مخصوص: به لس آنجلس خوش آمدی اثر آلن رودولف
- دیپلم افتخار با امتیاز مخصوص: ارواح محکوم اثر وولو رادف
- دیپلم افتخار با امتیاز مخصوص: مارتا مساروش برای نه ماه[اب]
- دیپلم افتخار با امتیاز مخصوص: ملکوت اثر خسرو هریتاش
- دیپلم افتخار با امتیاز مخصوص: مشیت الهی[اپ] اثر لوک موهایم[ات]
- لوحهٔ زرین بز بالدار برای بهترین بازی هنرپیشه مرد: آلن کیونی برای ایرنه ایرنه
- لوحهٔ زرین بز بالدار برای بهترین بازی هنرپیشه زن: لی‌لی مونوری برای نه ماه
- لوحهٔ زرین بز بالدار برای بهترین کارگردانی: نیکیتا میخالکوف برای بردهٔ عشق
- جایزهٔ مخصوص هیئت داوران، لوحهٔ زیرین بز بالدار: ماکس هاویلار اثر فونس رادماکرس
- جایزهٔ بزرگ مجسمهٔ زیرین بز بالدار به بهترین فیلم: بدل اثر مارتین ریت

### دورهٔ ششم
زمان: ۲۴ آبان تا ۶ آذر ۱۳۵۶ 
اختتامیه ششمین دوره جشنواره‌ی جهانی فیلم تهران در تاریخ یکشنبه ۶ آذرماه ۱۳۵۶ در تالار روکی تهران برگزار شد و برندگان به شرح زیر معرفی شدند: 

#### فیلم‌های کوتاه
- دیپلم افتخار با امتیاز مخصوص: به فیلم «ممنونیم آقایان» اثر واکلاو بدریچ [اث] از چکسلواکی
- دیپلم افتخار با امتیاز مخصوص: به فیلم انیمیشن «با مرغها چه کردیم» [اج] اثر یوزف هِکِردلا [اچ] و ولادیمیر ییرانِک [اح] از چکسلواکی
- جایزهٔ مخصوص هیئت داوران، لوحهٔ زرین بز بالدار: به فیلم «به یاد» اثر خسرو هریتاش به نویسندگی بیژن امکانیان و خسرو هریتاش از ایران
- جایزهٔ بزرگ مجسمهٔ زرین بز بالدار: به فیلم لبخند اثر پاول پروجازکا [اخ] از آلمان

#### فیلم‌های بلند
- دیپلم افتخار با امتیاز مخصوص: به فیلم خوابهای گلگون اثر دوشان هاناک از چکسلواکی
- دیپلم افتخار با امتیاز مخصوص: به فیلم سوته‌دلان اثر علی حاتمی از ایران
- لوحهٔ زرین بز بالدار برای بهترین فیلمنامه: به تنگیز آبولادزه برای فیلمنامه درخت آرزو از اتحاد جماهیر شوروی
- لوحهٔ زرین بز بالدار برای بهترین بازی هنرپیشه مرد: برای فرانک کالای[اد] برای فیلم «در حاشیه» از مجارستان
- لوحهٔ زرین بز بالدار برای بهترین بازی هنرپیشه زن: برای ماریانا دیمیتوروا[اذ]  برای بازی فیلم «دوران جوانمردی» (Manly times)  از بلغارستان
- لوحهٔ زرین بز بالدار برای بهترین کارگردانی: برای کریستوف زانوسی برای فیلم استتار از لهستان
- جایزهٔ بزرگ مجسمهٔ زیرین بز بالدار به بهترین فیلم: برای فیلم آخرین موج اثر پیتر ویر از استرالیا

## بولتن و نشریه
خبرهای جشنوارهٔ اول (سال ۱۳۵۱) به‌صورت بولتن خبری چاپ و توزیع شد، اما از سال دوم به بعد نشریهٔ جشنواره به کوششِ جمال امید، هر سال با نامی منتشر می‌شد: سینما ۵۲ در سالِ ۱۳۵۲ و به همین‌ترتیب تا سینما ۶ در سالِ ۱۳۵۶.